# Onthophagus rhodesianus
Onthophagus rhodesianus là một loài bọ cánh cứng trong họ Bọ hung (Scarabaeidae).